# Kraśnik
Kraśnik – miasto w Polsce w województwie lubelskim, siedziba powiatu kraśnickiego, położone 49 km na południowy zachód od Lublina. W latach 1975–1998 miasto administracyjnie należało do województwa lubelskiego.
Pod względem historycznym Kraśnik położony jest w Małopolsce, początkowo należał do ziemi sandomierskiej, a następnie do ziemi lubelskiej. Miasto szlacheckie położone było w drugiej połowie XVI wieku w powiecie urzędowskim województwa lubelskiego.
Według danych GUS z 31 grudnia 2020 r. Kraśnik liczył 36 870 mieszkańców. Burmistrzem Kraśnika od 7 maja 2024 r. jest Krzysztof Staruch.

## Środowisko naturalne

### Położenie
Kraśnik leży na Wyżynie Lubelskiej, 49 km na południowy zachód od Lublina. Miasto rozciąga się wzdłuż rzeki Wyżnicy po obu jej stronach na Wzniesieniach Urzędowskich.
W okolicach miasta swój początek ma Roztocze Zachodnie.

### Struktura powierzchni
Według danych z roku 2002 Kraśnik ma obszar 25,28 km², w tym:
- użytki rolne: 45%
- użytki leśne: 17%

Miasto zajmuje 2,51% powierzchni powiatu.
1 stycznia 2011 włączono do miasta część sołectwa Suchynia o pow. 55,39 ha z gminy Kraśnik oraz części sołectwa Wyżnica-Kolonia o pow. 2,11 ha z gminy Dzierzkowice.

## Podział miasta na osiedla
Miasto Kraśnik składa się z dwóch głównych części: położony na południowym wschodzie Kraśnik Stary (zwany też Kraśnikiem Lubelskim lub Dzielnicą Starą) oraz położony na północnym zachodzie Kraśnik Fabryczny (zwany też Dzielnicą Fabryczną), będących przed 1975 rokiem odrębnymi miastami. Obie części są oddalone od siebie 6 km i łączy je prostoliniowa ulica Urzędowska. Jako centralny punkt Kraśnika uważa się skrzyżowanie ulicy Lubelskiej z ulicami: Jagiellońską, Andrzeja Struga i Mostową w Dzielnicy Starej, ze względu na to, że to w tej części miasta usytuowany jest główny węzeł komunikacyjny.
Powyższe części miasta można podzielić na osiedla:
- Kraśnik Fabryczny – nazwa pochodzi od położonej w tej części Fabryki Łożysk Tocznych, przy której od lat 30. XX wieku powstawało osiedle. Podzielony jest na obręby ewidencyjne nie będące oficjalnie częściami miasta: Północ, Zachód, Wschód. W obrębie Północ wyodrębnić można nieoficjalne osiedla: os. Młodych, os. Metalowców, os. Słoneczne (dawniej Dąbrowszczaków) będące osiedlami bloków mieszkalnych. W pozostałych obrębach znajdują się osiedla domków jednorodzinnych. W południowej części Dzielnicy Fabrycznej zabudowa przy ul. Chłodnej stanowi oficjalną część miasta Wyżnianka-Kolonia, będąca dawniej częścią wsi o tej samej nazwie w gminie Dzierzkowice. W północno-zachodniej części Dzielnicy Fabrycznej znajduje się leśniczówka, która stanowi oficjalną część miasta Gajówka Budzyń.
- Kraśnik Stary – nazwa nawiązuje do najstarszej części miasta. W skład tej części wchodzą oficjalne osiedla bloków mieszkalnych (na północy): Koszary, Zarzecze Drugie; osiedla domków jednorodzinnych (na zachodzie, południu i wschodzie): Bojanówka, Góry, Kwiatkowice, Lasy, Podlesie, Spławy, Stacja Kolejowa (zwane też Osiedlem Kolejowym), Zarzecze Pierwsze; osiedle kamienic i domków jednorodzinnych (w centrum): Stare Miasto, Ośrodek-Miasto; oraz zespół zakładów wyrobu cegły pod nazwą Cegielnie położony na zachód od centrum.

Między głównymi częściami miasta, wzdłuż ulicy Urzędowskiej położone są osiedla:
- Piaski – dawniej wieś, w latach 90. XX wieku na wschód od ulicy Urzędowskiej powstało osiedle bloków mieszkalnych.
- Budzyń – dawniej wieś, w tej części miasta znajduje się Zalew Kraśnicki oraz tereny inwestycyjne w Kraśnickiej Podstrefie Tarnobrzeskiej Specjalnej Strefy Ekonomicznej.

## Historia
Miasto jest położone przy dawnym szlaku prowadzącym ze Śląska i Gór Świętokrzyskich do Włodzimierza i Kijowa. Od początku XIII wieku do drugiej połowy XIV wieku Kraśnik stanowił część kasztelanii zawichoskiej. W drugiej połowie XIV wieku należał do Gorajskich. W 1377 r. król Ludwik Węgierski potwierdził własność i nadał Kraśnikowi prawo niemieckie w miejsce polskiego. W 1403 r. istniał tu kościół parafialny pw. św. Pawła. Przed 1410 r., jako posag Anny z Goraja, córki Dymitra z Goraja herbu Korczak, miasto przeszło w ręce Tęczyńskich. To oni doprowadzili je do rozkwitu. Od 1558 r. właścicielami miasta byli książęta Olelkowicze-Słuccy, a później Radziwiłłowie. W 1604 r. miasto kupił hetman wielki koronny Jan Zamoyski, włączając je do Ordynacji Zamojskiej, w skład której wchodziło do 1866 r. Miasto wielokrotnie niszczyły pożary, z których największy wzniecili Szwedzi w 1657 r. W 1813 r. spłonęło 3/4 zabudowy i ratusz.
Od XIV wieku miasto otoczone było wałami. Na ich miejscu ok. 1465 r., z inicjatywy Jana Tęczyńskiego, powstały ceglano-kamienne mury obronne z dwiema bramami: Lubelską i Sandomierską. Rozebrano je w drugiej połowie XIX wieku. Dodatkowymi punktami oporu były kościół otoczony wysokim murem i zamek. Ten ostatni powstał już w XIV wieku na północny zachód od miasta, na górze otoczonej mokradłami. Była to czworoboczna budowla z kamienia i drewna. Na jego dziedzińcu stała kaplica pw. Matki Bożej Loretańskiej. Już w 1646 r. zamek chylił się ku upadkowi, a w 1657 r. został doszczętnie zniszczony przez Szwedów. Jego pozostałości rozebrano w pierwszej połowie XVIII wieku. W 1878 roku Kraśnik, po udziale w powstaniu styczniowym, utracił prawa miejskie.
W 1914 i 1915 r. w okolicach miasta miały miejsce ciężkie walki austriacko-rosyjskie (bitwa pod Kraśnikiem).
Dla poprawy zaopatrzenia frontu Rosjanie zbudowali linię kolejową Lublin – Rozwadów, którą oddano do użytku w dniu 31 grudnia 1914 r.
Po odzyskaniu niepodległości Kraśnik na nowo otrzymał prawa miejskie. W latach 1937–1938, w ramach tworzenia Centralnego Okręgu Przemysłowego, na północ od miasta w lesie Budzyń wzniesiono zakład zbrojeniowy. Miał on wytwarzać amunicję dla artylerii, ruszyła jednak tylko produkcja zapalników. Zakład przejęli Niemcy, produkowano tu części do samolotu Heinkel. W 1939 obszar miasta powiększono kosztem gminy Dzierzkowice.
Od 1922 r. w mieście stacjonował 24 Pułk Ułanów, który w czasie kampanii wrześniowej 1939 r. wziął udział w walkach w składzie 10 Brygady Kawalerii.
W czasie niemieckiej agresji na Polskę, w Kraśniku uruchomiono wojskową tzw. policyjną zaporę pomagającą zabłąkanym żołnierzom polskim dotrzeć do formowanych jednostek Wojska Polskiego. Podczas okupacji w 1942 r. utworzono w Budzyniu obóz koncentracyjny, podobóz Lublin (KL). Zginęło w nim 8 tys. ludzi. 9 października 1942 roku oddział Gwardii Ludowej pod dowództwem Grzegorza Korczyńskiego rozbił areszt w Kraśniku i uwolnił kilkudziesięciu aresztowanych. Podczas akcji wywiązała się walka, w której zginęło dwóch żandarmów i jeden partyzant. W nocy z 31 grudnia 1942 na 1 stycznia 1943 w ramach akcji „Wieniec II” wysadzono w powietrze przepust kolejowy pod Kraśnikiem. Oddziałem Szarych Szeregów dowodził Tadeusz Zawadzki (ps. Zośka), bohater książki Aleksandra Kamińskiego Kamienie na szaniec.

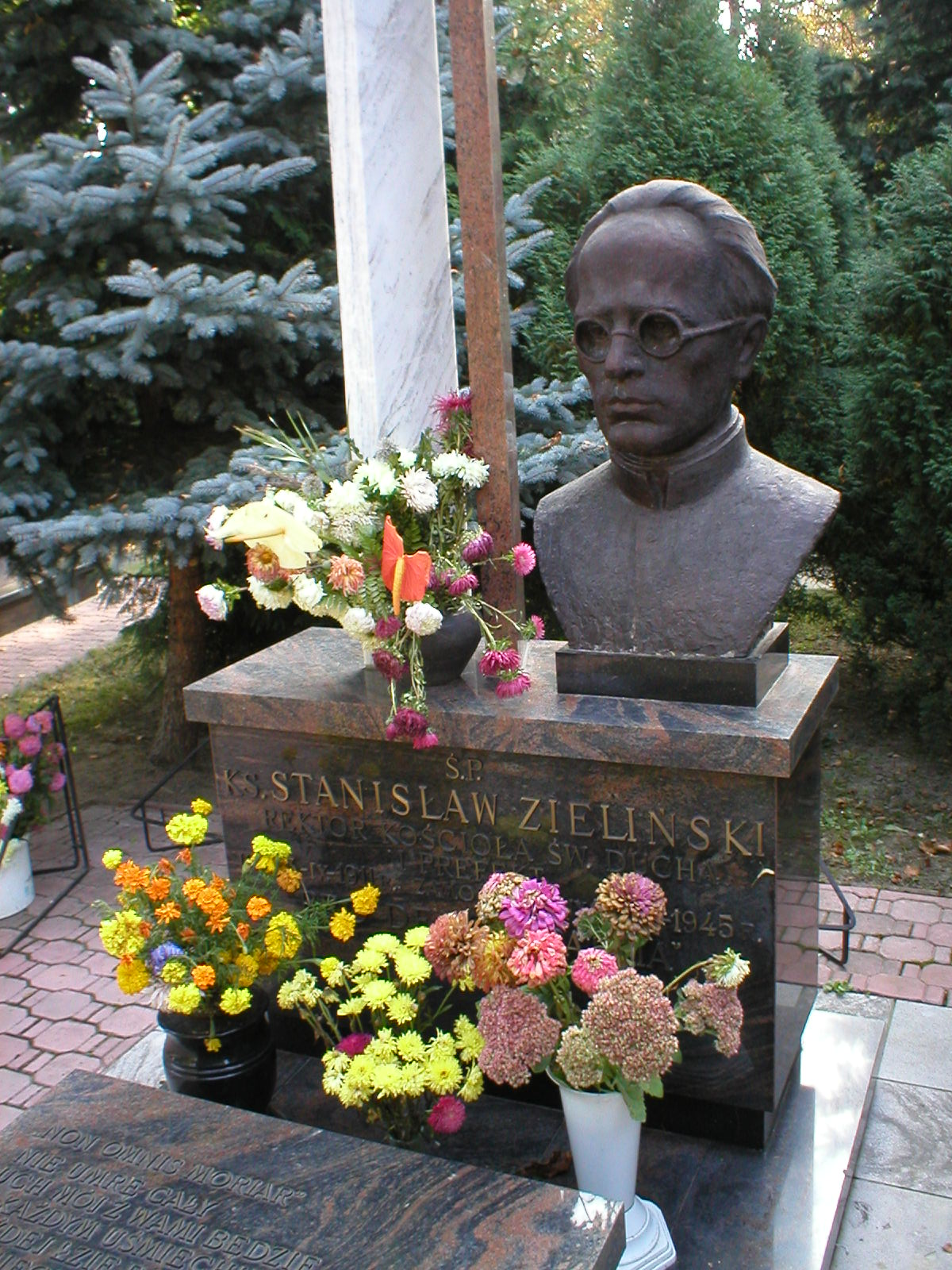
Nagrobek ks. Stanisława Zielińskiego przy kościele św. Ducha w Kraśniku

10 marca 1945 w Kraśniku został zamordowany przez "nieznanych sprawców" ks. Stanisław Zieliński, rektor kościoła pw. Świętego Ducha i kapelan Narodowych Sił Zbrojnych.
Od maja 1949 roku uruchomiono produkcję w Fabryce Wyrobów Metalowych (produkcja łożysk kulkowych i narzędzi precyzyjnych).
W 1975 roku miasta Kraśnik Lubelski i pobliski Kraśnik Fabryczny oraz wsie położone między nimi Piaski i Budzyń połączono w jedno miasto.

## Rozwój terytorialny Kraśnika

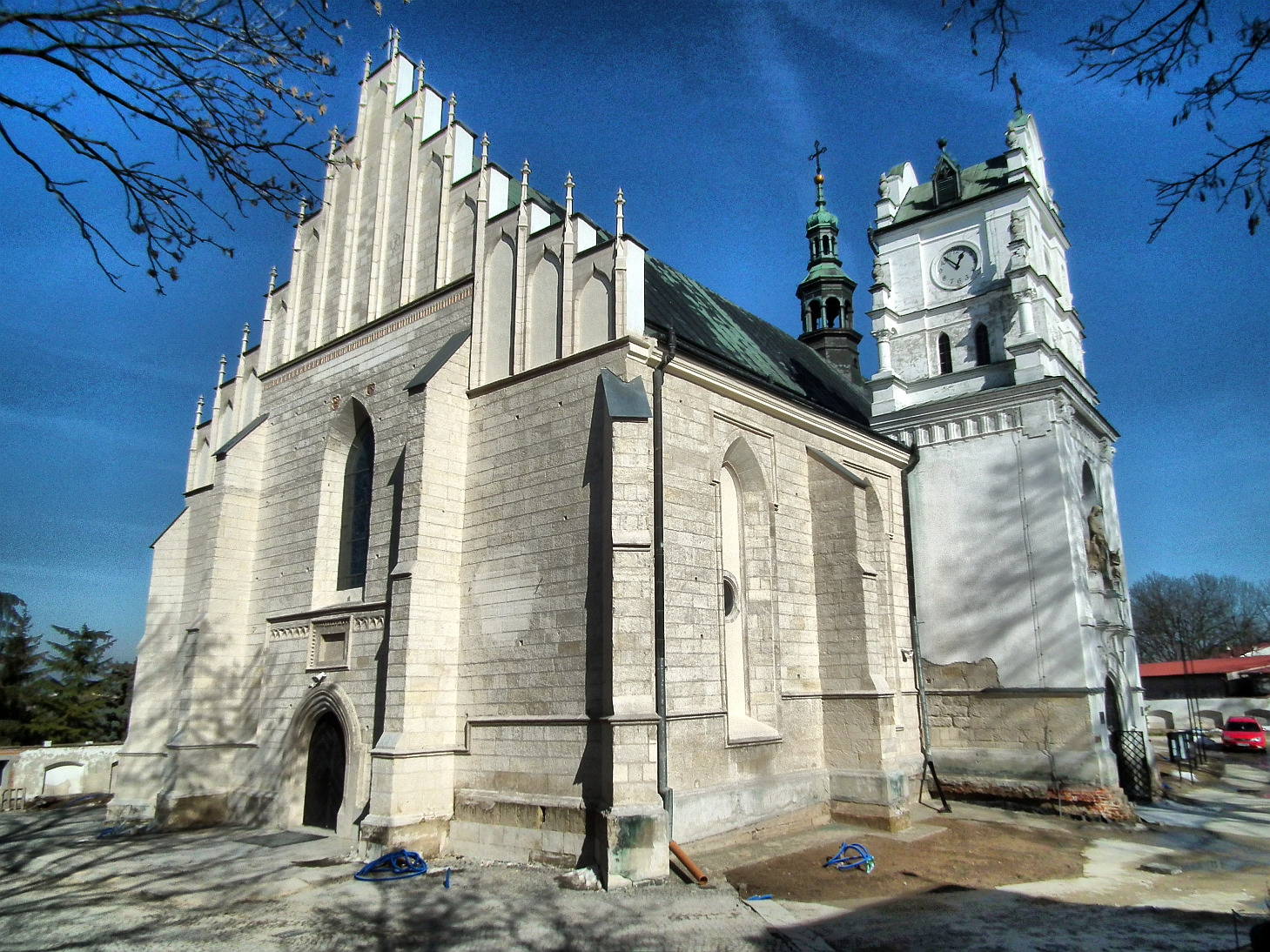
Kościół parafialny pw. Wniebowzięcia Najświętszej Maryi Panny

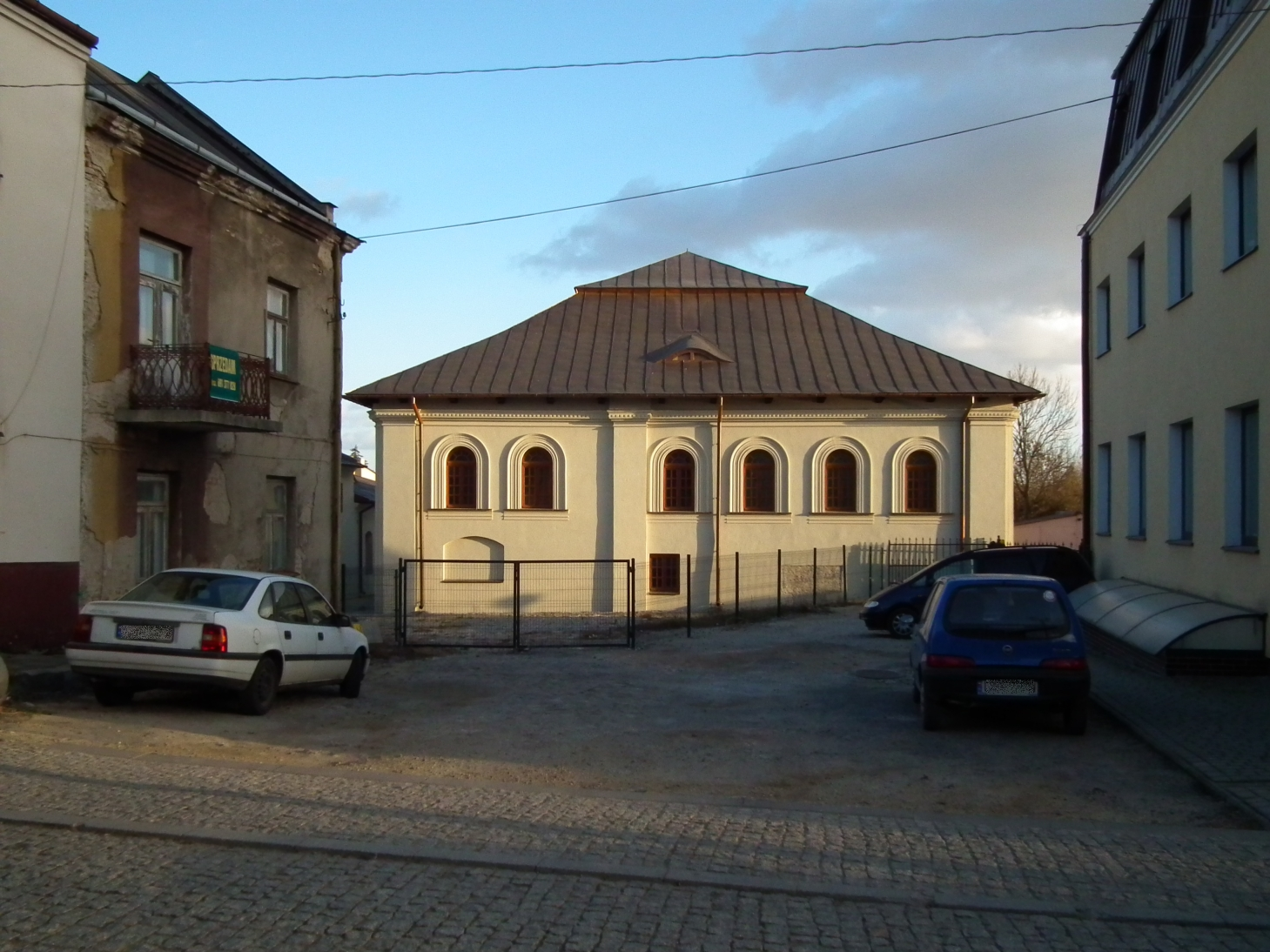
Wielka Synagoga

| Miejscowość podst.         | Część miejscowości         | 1895              | 1928              | 1939              | 1954              | 1973              | 1975         |
| -------------------------- | -------------------------- | ----------------- | ----------------- | ----------------- | ----------------- | ----------------- | ------------ |
| Kraśnik Stary (od 1377 r.) | Kraśnik Stary (od 1377 r.) | Kraśnik (m)       | Kraśnik (m)       | Kraśnik (m)       | Kraśnik (m)       | Kraśnik (m)       | Kraśnik (m)  |
| Zarzecze Pierwsze          | Zarzecze Pierwsze          | Kraśnik (m)       | Kraśnik (m)       | Kraśnik (m)       | Kraśnik (m)       | Kraśnik (m)       | Kraśnik (m)  |
| Lasy                       | Lasy, cz.                  | Kraśnik (m)       | Kraśnik (m)       | Kraśnik (m)       | Kraśnik (m)       | Kraśnik (m)       | Kraśnik (m)  |
| Lasy                       | Lasy, gł.                  | Kraśnik (m)       | Kraśnik (m)       | Kraśnik (m)       | Kraśnik (m)       | Kraśnik (gm)      | Kraśnik (gm) |
| Zarzecze Drugie            | Zarzecze Drugie, gł.       | Kraśnik (m)       | Kraśnik (m)       | Kraśnik (m)       | Kraśnik (m)       | Kraśnik (m)       | Kraśnik (m)  |
| Zarzecze Drugie            | Zarzecze Drugie, cz.       | Kraśnik (m)       | Kraśnik (m)       | Kraśnik (m)       | Kraśnik (m)       | Kraśnik (gm)      | Kraśnik (gm) |
| Góry                       | Góry, gł.                  | Kraśnik (m)       | Kraśnik (m)       | Kraśnik (m)       | Kraśnik (m)       | Kraśnik (m)       | Kraśnik (m)  |
| Góry                       | Góry, cz.                  | Kraśnik (m)       | Kraśnik (m)       | Kraśnik (m)       | Kraśnik (m)       | Kraśnik (gm)      | Kraśnik (gm) |
| Podlesie                   | Podlesie, cz.              | Kraśnik (m)       | Kraśnik (m)       | Kraśnik (m)       | Kraśnik (m)       | Kraśnik (m)       | Kraśnik (m)  |
| Podlesie                   | Podlesie, gł.              | Kraśnik (m)       | Kraśnik (m)       | Kraśnik (m)       | Kraśnik (m)       | Kraśnik (gm)      | Kraśnik (gm) |
| Piaski                     | Piaski, gł.                | Kraśnik (m)       | Kraśnik (m)       | Kraśnik (m)       | Kraśnik (m)       | Kraśnik (m)       | Kraśnik (m)  |
| Piaski                     | Piaski, cz.                | Kraśnik (m)       | Kraśnik (m)       | Kraśnik (m)       | Kraśnik (m)       | Kraśnik (gm)      | Kraśnik (gm) |
| Mikulin                    | Mikulin                    | Kraśnik (m)       | Kraśnik (m)       | Kraśnik (m)       | Kraśnik (m)       | Kraśnik (gm)      | Kraśnik (gm) |
| Bojanówka                  | Bojanówka, gł.             | Dzierzkowice (gm) | Kraśnik (m)       | Kraśnik (m)       | Kraśnik (m)       | Kraśnik (m)       | Kraśnik (m)  |
| Bojanówka                  | Bojanówka, cz.             | Dzierzkowice (gm) | Kraśnik (m)       | Kraśnik (m)       | Kraśnik (m)       | Kraśnik (gm)      | Kraśnik (gm) |
| Suchynia                   | Suchynia                   | Dzierzkowice (gm) | Kraśnik (m)       | Kraśnik (m)       | Kraśnik (m)       | Kraśnik (gm)      | Kraśnik (gm) |
| Pasieka                    | Pasieka                    | Trzydnik (gm)     | Kraśnik (m)       | Kraśnik (m)       | Kraśnik (m)       | Kraśnik (gm)      | Kraśnik (gm) |
| Pasieka-Kolonia            | Pasieka-Kolonia            | Trzydnik (gm)     | Kraśnik (m)       | Kraśnik (m)       | Kraśnik (m)       | Kraśnik (gm)      | Kraśnik (gm) |
| Budzyń                     | Budzyń, gł.                | Dzierzkowice (gm) | Dzierzkowice (gm) | Kraśnik (m)       | Kraśnik (m)       | Kraśnik Fabr. (m) | Kraśnik (m)  |
| Budzyń                     | Budzyń, lasy               | Dzierzkowice (gm) | Dzierzkowice (gm) | Kraśnik (m)       | Kraśnik (m)       | Kraśnik (m)       | Kraśnik (gm) |
| Dąbrowa                    | Dąbrowa, gł.               | Dzierzkowice (gm) | Dzierzkowice (gm) | Kraśnik (m)       | Kraśnik (m)       | Kraśnik (gm)      | Kraśnik (gm) |
| Dąbrowa                    | Dąbrowa, lasy              | Dzierzkowice (gm) | Dzierzkowice (gm) | Kraśnik (m)       | Kraśnik Fabr. (m) | Kraśnik Fabr. (m) | Kraśnik (m)  |
| Wyżnianka                  | Bór, lasy                  | Dzierzkowice (gm) | Dzierzkowice (gm) | Kraśnik (m)       | Kraśnik Fabr. (m) | Kraśnik Fabr. (m) | Kraśnik (m)  |
| Wyżnica                    | Ośrodek-Wyżnica            | Dzierzkowice (gm) | Dzierzkowice (gm) | Kraśnik (m)       | Kraśnik (m)       | Kraśnik (gm)      | Kraśnik (gm) |
| Kwiatkowice                | Kwiatkowice                | Brzozówka (gm)    | Brzozówka (gm)    | Brzozówka (gm)    | Kraśnik (m)       | Kraśnik (m)       | Kraśnik (m)  |
| Kwiatkowice                | Kraśnik, st. kol.          | Brzozówka (gm)    | Brzozówka (gm)    | Brzozówka (gm)    | Kraśnik (m)       | Kraśnik (m)       | Kraśnik (m)  |
| Stróża                     | Stróża, lasy 60 ha         | Brzozówka (gm)    | Brzozówka (gm)    | Brzozówka (gm)    | Kraśnik (m)       | Kraśnik (m)       | Kraśnik (m)  |
| Spławy                     | Spławy Pierwsze.           | Dzierzkowice (gm) | Dzierzkowice (gm) | Dzierzkowice (gm) | Kraśnik (m)       | Kraśnik (gm)      | Kraśnik (gm) |
| Spławy                     | Niziny, cz.                | Dzierzkowice (gm) | Dzierzkowice (gm) | Dzierzkowice (gm) | Kraśnik (m)       | Kraśnik (gm)      | Kraśnik (gm) |
| Wyżnianka-Kolonia          | Wyżnianka-Kol., cz.        | Dzierzkowice (gm) | Dzierzkowice (gm) | Dzierzkowice (gm) | Dzierzkowice (gm) | Kraśnik Fabr. (m) | Kraśnik (m)  |
| Urzędów                    | Wodne, cz.                 | Urzędów (gm)      | Urzędów (gm)      | Urzędów (gm)      | Urzędów (gm)      | Kraśnik Fabr. (m) | Kraśnik (m)  |

## Zabytki

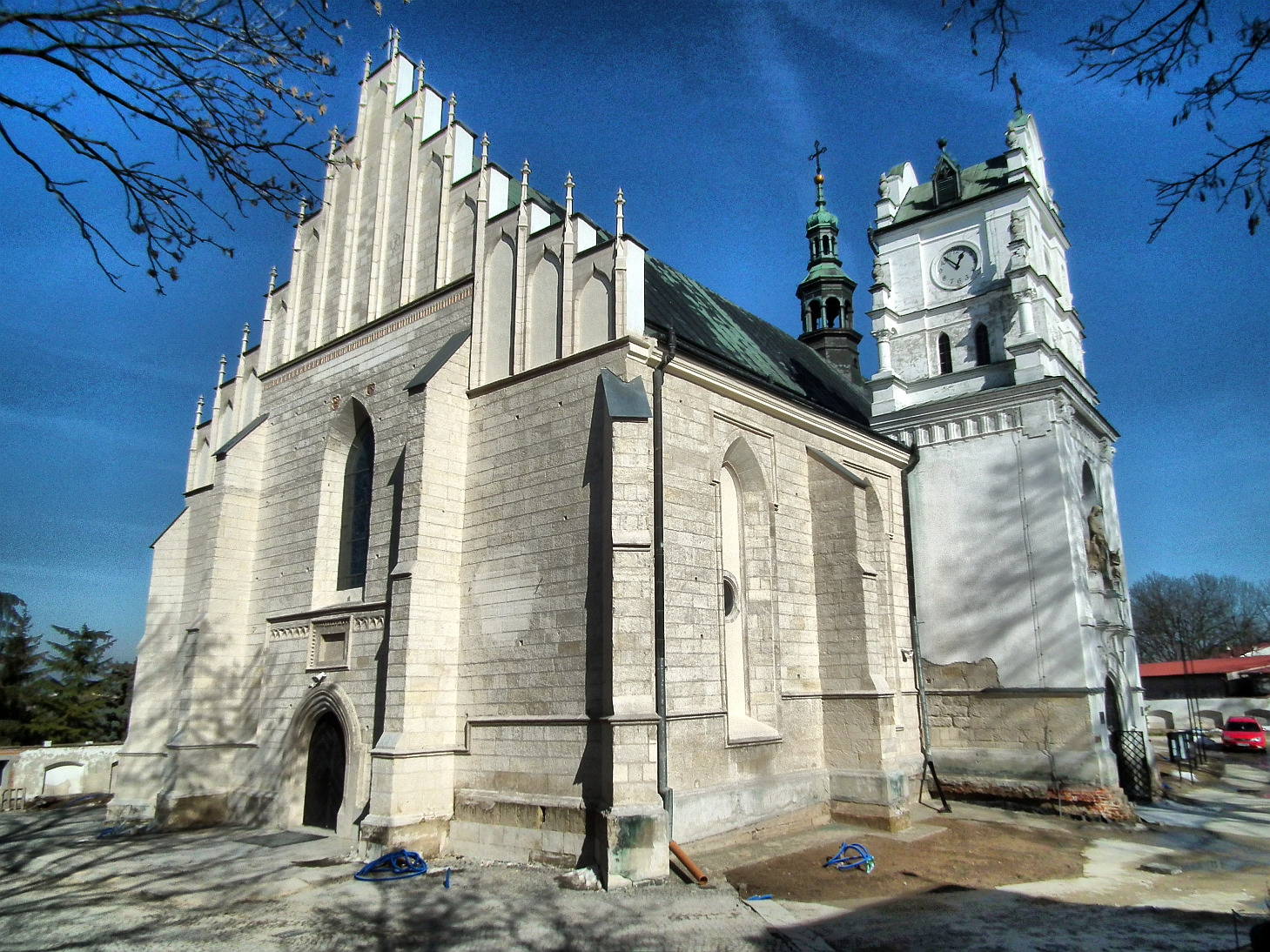
Kościół parafialny pw. Wniebowzięcia Najświętszej Maryi Panny

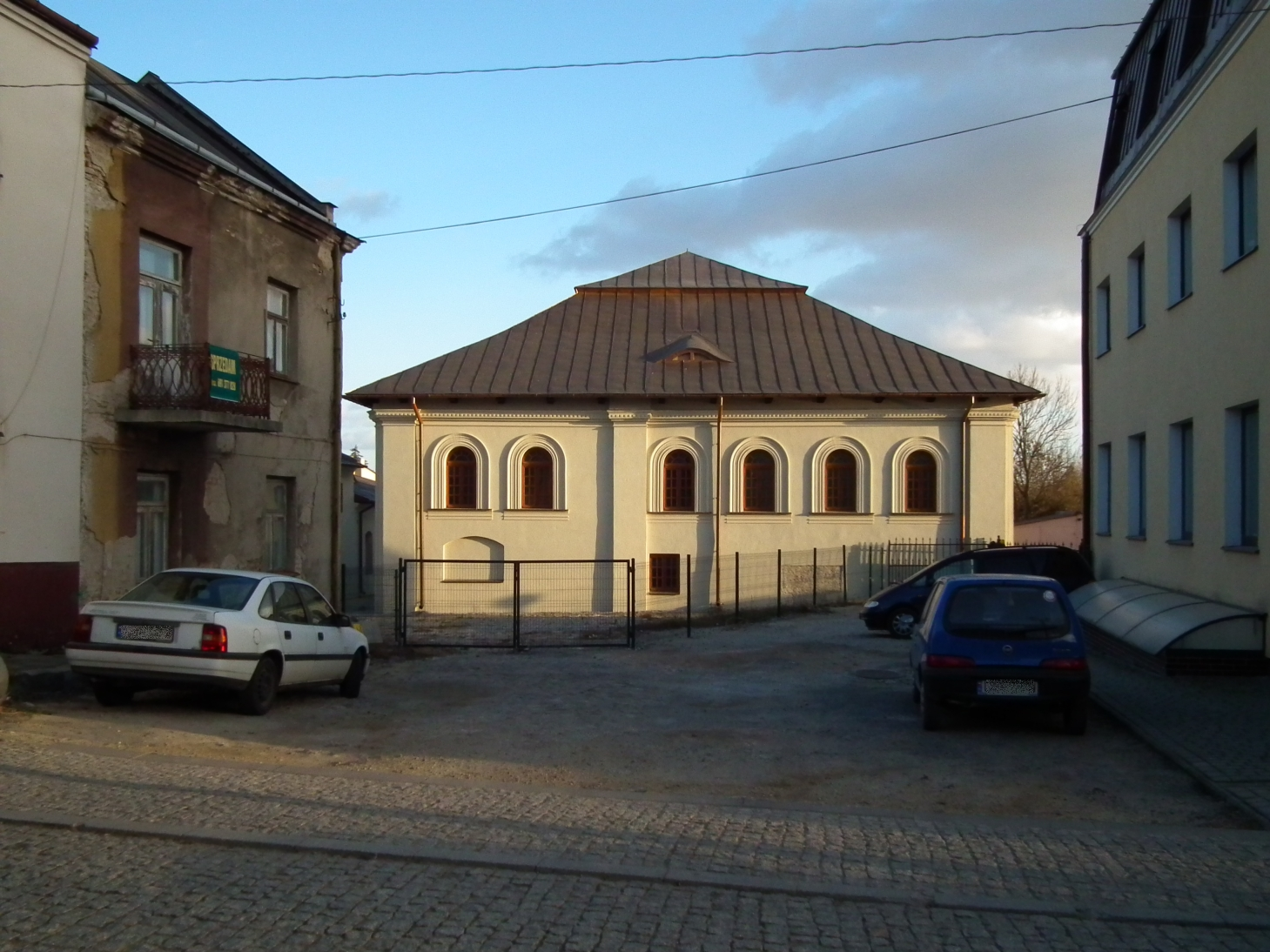
Wielka Synagoga

- Kościół parafialny pw. Wniebowzięcia Najświętszej Maryi Panny i klasztor kanoników regularnych. Tworzą go następujące budowle:
  - Kościół parafialny pw. Wniebowzięcia Najświętszej Maryi Panny i św. Augustyna, w kształcie pseudobazyliki.
  - Klasztor – budowla barokowa z fragmentami gotyckimi i renesansowymi
  - Dzwonnica – wzniesiona przed 1682 r. Na niej dzwony z 1758 i 1845 r.
  - Klasycystyczna kaplica św. Jacka, zbudowana w końcu XVIII wieku
  - Mur otaczający klasztor wzniesiony w pierwszej połowie XVII wieku
- Barokowy kościół św. Ducha z lat 1758–1761
  - Zachowany przy nim drewniany budynek szpitala dla ubogich (tzw. Dworek Modrzewiowy)
- Wielka Synagoga i Mała Synagoga z 1654 r. i XIX wieku:
  - obie Synagogi mają zachowane bimy i fragmenty polichromii
- Nowy cmentarz żydowski (w Kraśniku istniały jeszcze dwa inne kirkuty – najstarszy i stary)
- Wzgórze zamkowe z pozostałościami murowanego zamku zbudowanego na przełomie XIV i XV wieku. Następnie przebudowano go w 2 połowie XV wieku, gdy powstał dwór na kopcu. Po raz pierwszy zamek wzmiankowano w 1589 roku[41]. Inwentarz z 1612 roku opisuje, że zamek na planie czworoboku składał się z dworu otoczonego parkanem, stajni, wieży i bramy, do której wjeżdżało się przez most nad przekopem. Wokół zamku stały budynki gospodarcze: kuchnie, wozownie, stajnie, piekarnia oraz browar przy którym były dwie sadzawki, ogród warzywny i pastewnik, przez który płynęła rzeka z młynem o dwóch kołach. Inwentarze wspominają w obrębie zabudowań zamkowych o starym zamczysku oddzielonym od zamku przekopem. Stał tu na nim drewniany kościółek będący pod opieką proboszcza i klasztoru[42].
- Ślady dawnych obwarowań miejskich – widoczne są na ul. Podwalnej.
- Cmentarz – przy ulicach Tadeusza Kościuszki i Cmentarnej z zachowanymi nagrobkami z XIX wieku

## Demografia
Struktura demograficzna mieszkańców Kraśnika według danych z 31 grudnia 2007:

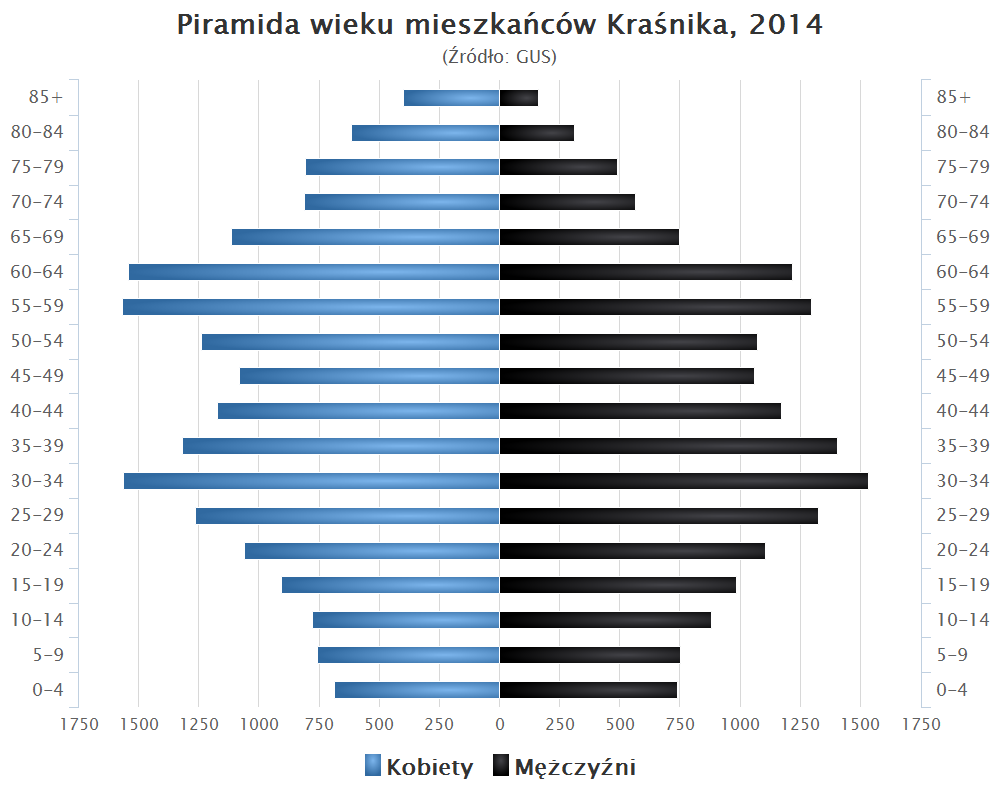
Piramida wieku mieszkańców Kraśnika w 2014 roku

| Opis                                | Ogółem | Ogółem | Kobiety | Kobiety | Mężczyźni | Mężczyźni |
| ----------------------------------- | ------ | ------ | ------- | ------- | --------- | --------- |
| Jednostka                           | osób   | %      | osób    | %       | osób      | %         |
| Populacja                           | 35 731 | 100    | 18 721  | 52,39   | 17 010    | 47,61     |
| Wiek przedprodukcyjny (0–17 lat)    | 6496   | 18,18  | 3086    | 8,64    | 3410      | 9,54      |
| Wiek produkcyjny (18–65 lat)        | 23 032 | 64,46  | 11 449  | 32,04   | 11 583    | 32,42     |
| Wiek poprodukcyjny (powyżej 65 lat) | 6203   | 17,36  | 4186    | 11,72   | 2017      | 5,64      |

## Gospodarka
Kraśnik jest miastem, w którym przemysł ma nieznaczną przewagę nad usługami, co jest związane z lokalizacją w Kraśniku Fabryki Łożysk Tocznych. Wśród ogółu zatrudnionej ludności większość pracuje w przemyśle (ok. 52%), natomiast w usługach i budownictwie pozostała część ludności (ok. 46%). W Kraśniku dominują małe i średnie przedsiębiorstwa, działa także kilka większych zakładów produkcyjnych.
Główne zakłady przemysłowe zlokalizowane w Kraśniku:
- Fabryka Łożysk Tocznych – Kraśnik S.A. – produkcja łożysk tocznych
- Tsubaki-Hoover Polska Sp. z o.o. – produkcja wyrobów metalowych
- Gumet – produkcja uszczelnień gumowo-metalowych i gumowych
- Nabor – produkcja wyrobów gumowych i gumowo-metalowych
- AJG – Zakłady Poligraficzne
- Ekoflora Przedsiębiorstwo Ekologiczne – produkcja wieloskładnikowych nawozów dolistnych dla rolnictwa

Ponadto w mieście istnieje wiele mniejszych przedsiębiorstw.

### Handel
W Kraśniku zlokalizowanych jest także kilka placówek sieci handlowych: Carrefour Express (2), Kaufland, Lidl (2), Stokrotka (2), Biedronka (4), Neonet, CCC, Media Expert i Rossmann (2) oraz Galeria Handlowa „Londyn” i Galeria Handlowa „Julia i Szymon”.

## Transport

### Transport drogowy
Kraśnik jest znaczącym węzłem drogowym województwa lubelskiego. W Dzielnicy Starej krzyżują się drogi krajowe i wojewódzkie:
- S19 (Białoruś) – Kuźnica – Białystok – Lublin – Kraśnik – Janów Lubelski – Rzeszów. W 2021 roku została otwarta wschodnia obwodnica Kraśnika w ciągu drogi ekspresowej S19. Jest dwujezdniowa na całej długości
- 74 (Łódź) – Sulejów – Kielce – Kraśnik – Janów Lubelski – Zamość – Zosin – (Ukraina). Od 2010 roku omija centrum Kraśnika obwodnicą południową. Jest jedniojezdniowa, lecz posiada 2 i 3 pasy oraz w jej ciągu znajdują się estakady, wiadukty oraz tunel.
- 833 Kraśnik – Chodel – (Opole Lubelskie). Od 31 Grudnia 2021 roku, omija Kraśnik obwodnicą północną, czyli tzw. mała obwodnica Kraśnika. Posiada po jednym pasie ruchu w obu kierunkach.

### Transport kolejowy

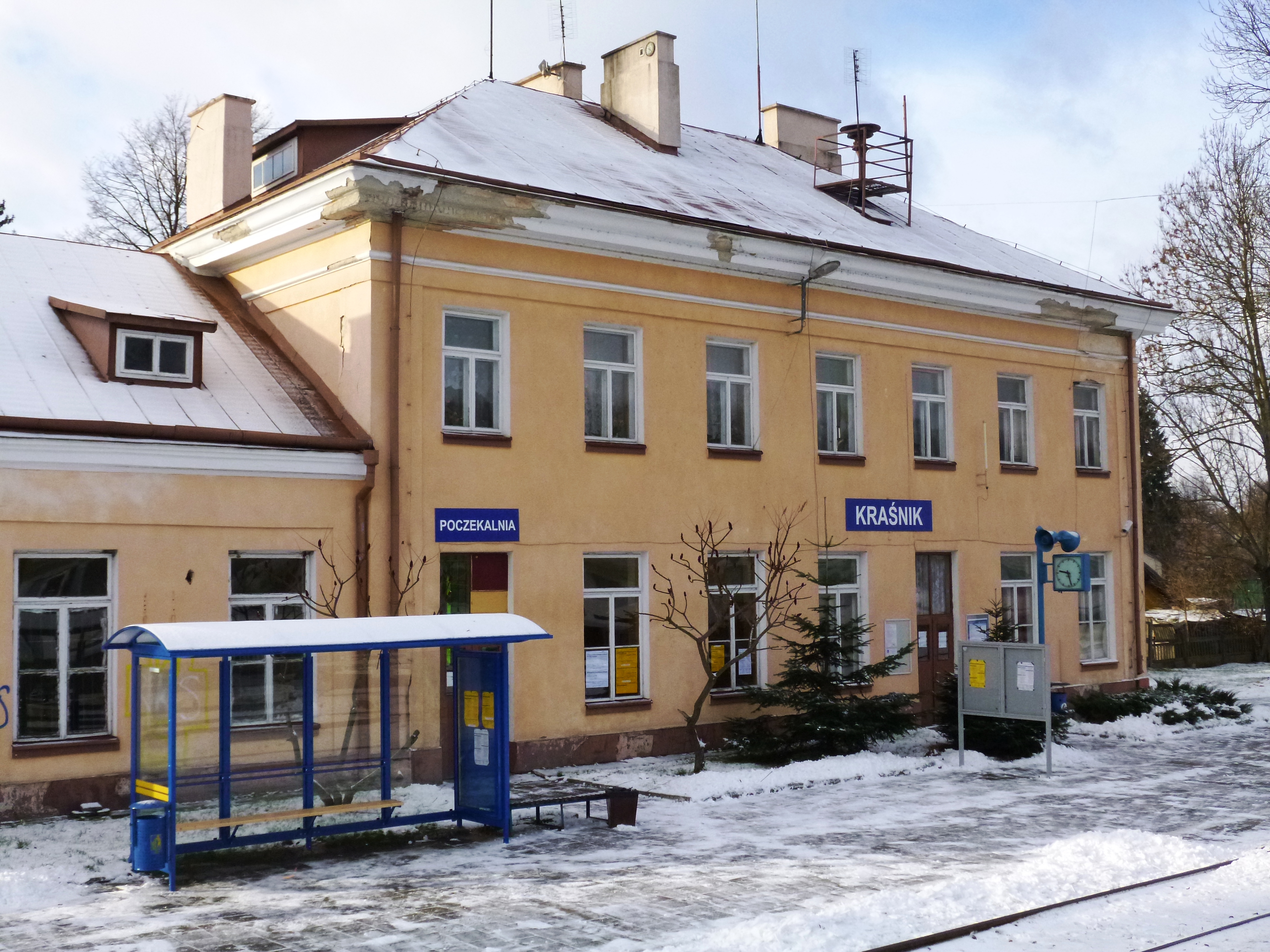
Dworzec kolejowy w Kraśniku

Przez Kraśnik przebiega linia kolejowa D29-68 Lublin Główny – Kraśnik – Stalowa Wola Rozwadów – Stalowa Wola Południe – Przeworsk. Dworzec PKP znajduje się przy ulicy Kolejowej w Dzielnicy Starej. Obecnie z dworca można dostać się bezpośrednio do wielu polskich miast.
Do dworca PKP z dzielnicy Fabrycznej kursują linie autobusowe 2, 7 i 8 obsługiwane przez Miejskie Przedsiębiorstwo Komunikacyjne w Kraśniku.
Do roku 2012 ze stacji kolejowej do Fabryki Łożysk Tocznych (Kraśnik Fabryczny) biegła nieczynna od dawna bocznica kolejowa, która została rozebrana. W jej miejscu planowana jest budowa północnej obwodnicy Kraśnika. Oprócz niej istnieją jeszcze nieużywane bocznice do Jednostki Wojskowej oraz tartaku, który rozebrano w latach 90. XX wieku.

### Komunikacja miejska i dalekobieżna
W Kraśniku działa komunikacja miejska i podmiejska obsługiwana przez Miejskie Przedsiębiorstwo Komunikacyjne w Kraśniku oraz przez przewoźników prywatnych. Prężnie działa komunikacja międzymiastowa, oferująca kursy między innymi do Lublina, Kielc, Ostrowca Świętokrzyskiego, Białegostoku, Krakowa, Warszawy, Puław, Niska, Stalowej Woli, Tarnobrzega, Janowa Lubelskiego, Wrocławia, Hrubieszowa, Sandomierza, Rzeszowa, Zakopanego. Dworzec Autobusowy zlokalizowany jest przy ulicy Lubelskiej 47 w Dzielnicy Starej. W Dzielnicy Fabrycznej przy ulicy Mickiewicza położony jest przystanek główny, z którego zaczyna się większość kursów do Lublina, Stalowej Woli i okolicznych miejscowości.

## Administracja
Burmistrzowie miasta Kraśnik w III RP:
- 1990–1991 – Antoni Pyzik
- 1991-1996 - Kazimierz Mareczka
- 1996–2010 – Piotr Czubiński
- 2010–2018 – Mirosław Włodarczyk
- 2018–2024 – Wojciech Wilk
- od 2024 – Krzysztof Staruch

## Oświata
| Szkoły podstawowe - Szkoła Podstawowa nr 1 im. Marii Skłodowskiej-Curie – ul. Tadeusza Kościuszki 23 - Szkoła Podstawowa nr 2 im. Mikołaja Kopernika – ul. Urzędowska 10 - Szkoła Podstawowa nr 3 im. Adama Mickiewicza – ul. Urzędowska 435 - Szkoła Podstawowa nr 4 im. Kornela Makuszyńskiego – ul. Kolejowa 28 - Szkoła Podstawowa nr 5 im. Henryka Sienkiewicza – ul. księdza Jerzego Popiełuszki 1 - Szkoła Podstawowa nr 6 im. Jana Pawła II (dawniej im. Władysława Broniewskiego) – ul. Grunwaldzka 2 - Szkoła Podstawowa przy Zespole Szkół Specjalnych – ul. Tadeusza Kościuszki 23 - Społeczna Szkoła Podstawowa im. 24. Pułku Ułanów – ul. Szpitalna 1a Inne placówki - 7 przedszkoli - Music College – Szkoła Muzyki Rozrywkowej - Szkoła Muzyczna I Stopnia w Kraśniku - Szkoła Muzyczna im. Jana z Lublina w Kraśniku | Szkoły ponadpodstawowe - Zespół Szkół nr 1 im. Tadeusza Kościuszki – ul. Armii Krajowej 25 - I Liceum Ogólnokształcące - Technikum nr 1 - Liceum Ogólnokształcące dla Dorosłych - Branżowa Szkoła I Stopnia nr 1 - Zespół Szkół nr 2 im. Mikołaja Reja – ul. Gen. Władysława Sikorskiego 25 - II Liceum Ogólnokształcące - Technikum nr 2 - Zespół Szkół nr 3 – ul. Juliusza Słowackiego 7 - III Liceum Ogólnokształcące im. Juliusza Słowackiego - Szkoła Mistrzostwa Sportowego – Liceum Ogólnokształcące - Technikum nr 3 im. Juliusza Słowackiego - Branżowa Szkoła I Stopnia nr 2 im. Juliusza Słowackiego - Liceum Ogólnokształcące dla Dorosłych - Szkoła Policealna dla Dorosłych - Szkoły Zakładu Doskonalenia Zawodowego w Lublinie – Filia w Kraśniku – ul. Lubelska 116 - Centrum Nauki i Biznesu „Żak” – Filia w Kraśniku – ul. Aleja Niepodległości 39 - Dwuletnia szkoła policealna - Jednoroczna szkoła policealna - Liceum Ogólnokształcące dla dorosłych |

## Kultura
| Muzea - Muzeum Regionalne - Muzeum 24 Pułku Ułanów - Muzeum Św. Floriana Galerie i wystawy - Galeria Sztuki „Odnowa” - Galeria „X” Kina - Metalowiec | Biblioteki i czytelnie - Miejska Biblioteka Publiczna - Filia nr 1 - Filia nr 2 Ośrodki kultury - Centrum Kultury i Promocji - Osiedlowy Dom Kultury „Pomoc” |

### Lokalne media
- Prasa
  - „Głos Gazeta Powiatowa”
  - „Kurier Lubelski”, Kraśnik
  - „Dziennik Wschodni”, Kraśnik
  - Kraśnik24.pl
- Telewizja
  - Telewizja Kraśnik

## Religia
Na terenie miasta działalność religijną prowadzą następujące kościoły i związki wyznaniowe:

### Katolicyzm
- parafia MB Bolesnej – Kraśnik Fabryczny[46]
- parafia Miłosierdzia Bożego – Osiedle Piaski[46]
- parafia św. Antoniego Padewskiego – Stacja Kolejowa[46]
- parafia św. Józefa Robotnika – Kraśnik Fabryczny[46]
- parafia Wniebowzięcia NMP – Kraśnik Stary[46]
- Kościół Świętego Ducha (kościół rektoralny) – Kraśnik Stary[46]

### Protestantyzm
- Kościół Boży w Polsce:
  - Kościół Boży „Rodzina”[47]
- Kościół Zielonoświątkowy:
  - Zbór Kościoła Zielonoświątkowego „Dobra Nowina”[48]

### Świadkowie Jehowy
Dwa zbory Świadków Jehowy: Kraśnik-Fabryczny i Kraśnik-Południe.

## Sport
Kluby sportowe działające w mieście:
- Fabryczny Klub Sportowy Stal Kraśnik – klub piłkarski występujący w IV lidze lubelskiej (sezon 2021/2022)
- Ludowy Klub Sportowy Tęcza Kraśnik – piłka nożna (drużyna występuje klasie A, grupie lubelskiej I), tenis stołowy
- Uczniowski Klub Pływacki „Fala” Kraśnik – pływanie
- Ludowy Uczniowski Klub Sportowy „Suples” – zapasy
- Kraśnicki Międzyszkolny Klub Sportowy Kraśnik – piłka ręczna
- Kraśnicka Akademia Taekwon-do – taekwon-do, kickboxing
- Międzyszkolny Uczniowski Klub Sportowy Kraśnik – piłka nożna
- Ludowy Klub Sportowy Kowalin – piłka nożna
- Szkolny Klub Biegowy Kraśnik – biegi
- Szkolny Klub Tenisa Stołowego „Dwójka” Kraśnik
- Uczniowski Klub Sportowy Biało-Czarni – koszykówka
- UKSKT Kraśnik (Uczniowski Klub Sportowy Karate Tradycyjnego przy Zespole Placówek Oświatowych nr 2 w Kraśniku)
- Fantan Kraśnik – taniec towarzyski
- Low-Kick Kraśnik kick-boxing
- Racing Team Kraśnik – kolarstwo
- Sparta Kraśnik – boks

Obiekty sportowe
Znaczącą rolę w mieście w dziedzinie sportu i rekreacji odgrywa Miejski Ośrodek Sportu i Rekreacji w Kraśniku, którego dyrektorem od czerwca 2024 jest Michał Stawiarski. 
Obiekty MOSiR:
- Pływalnie:
  - Pływalnia kryta (25-m)
  - Pływalnia odkryta (50-m)
- Sauna
- Boiska:
  - Płyta główna z trybunami na 2 tysiące miejsc siedzących i bieżnią (400 m)
  - Płyta boczna treningowa
  - Dwa boiska trawiaste do mini piłki nożnej
  - Trzy boiska do siatkówki plażowej
  - Boiska asfaltowe do piłki ręcznej i koszykówki
  - Trzy boiska „Orlik”
- Pięć kortów tenisowych o naturalnej nawierzchni
- Plac zabaw
- Lodowisko naturalne
- Skatepark

## Współpraca
Głównym celem współpracy międzynarodowej jest stała wymiana doświadczeń zdobytych przez samorząd Kraśnika i miast partnerskich, a także szukanie wspólnych rozwiązań podobnych problemów pojawiających się przed samorządami lokalnymi.
Miejscowości partnerskie, z którymi współpracuje Kraśnik:
| Miejscowość     | Państwo   |
| --------------- | --------- |
| Hajdúböszörmény | Węgry     |
| Nogent-sur-Oise | Francja   |
| Ruiselede       | Belgia    |
| Szyłele         | Litwa     |
| Korosteń        | Ukraina   |
| Turzysk         | Ukraina   |
| Prievidza       | Słowacja  |
| Trogir          | Chorwacja |

21 lutego 2020 mer gminy Nogent-sur-Oise, Jean-François Dardenne, zadecydował o zawieszeniu trwającego od 2004 roku partnerstwa z Kraśnikiem po przyjęciu przez radę tego miasta uchwały dotyczącej „powstrzymania ideologii LGBT przez wspólnotę samorządową”.